# Généralisation cartographique
 (juillet 2017).
Si vous disposez d'ouvrages ou d'articles de référence ou si vous connaissez des sites web de qualité traitant du thème abordé ici, merci de compléter l'article en donnant les références utiles à sa vérifiabilité et en les liant à la section « Notes et références ».
La généralisation cartographique est un processus d'abstraction des données pour faire une carte.

## Définition et problèmes généraux
Les moyens d’acquisition de données géographiques étant de plus en plus performants et permettant d’acquérir des données dont le niveau de détail est de plus en plus fin, des méthodes dites de généralisation sont nécessaires pour permettre de diminuer le niveau de détail des données géographiques.  
Après avoir choisi un fond de carte (ensemble des informations de base qui permettent de dessiner la carte et qui va supporter l'information géographique), le cartographe va opérer une généralisation cartographique qui est « l’opération qui, par sélection, schématisation et harmonisation, reconstitue sur une carte la réalité de la surface représentée dans ses traits essentiels en fonction du but de la carte, de son thème, de son échelle et des particularités de la région cartographiée ». Telle était la définition que donnait René Cuenin, géographe réputé. 
Dans cette définition, René Cuenin parle de l’échelle, or, aucune carte ne peut être dessinée à l’échelle 1/1, donc toute représentation cartographique est une réduction de la réalité, donc une généralisation. À ce propos, il convient de signaler que si l'on passe du 1/25 000 au 1/100 000, on divise la longueur par 4 et la largeur par 4. L'aire est donc divisée par 16. Ce constat permet de mettre en lumière la complexité du processus que nous allons décrire. Nous verrons d'abord les 3 étapes de ce processus, puis les 2 aspects de la schématisation et enfin les limites de la généralisation cartographique.

## Un processus en trois étapes

### La sélection
C’est le choix des éléments géographiques à conserver (éléments topographiques, limites administratives, relief, hydrographie) à partir d’une base et en fonction d’un but déterminé. La sélection est qualitative ou quantitative. On parle aussi de simplification. On réduit la quantité d’information. 

### La schématisation
C’est une opération de mise en valeur des données et objets géographiques en les simplifiant dans leur forme, mais en essayant de conserver une certaine exactitude. On accentue des détails ou supprime des caractères jugés négligeables. On parle aussi de caricature, parfois. On ne réduit pas l’information mais seulement la précision de localisation des objets. On peut la séparer en 2 types, que nous développerons dans une deuxième grande partie. 

### L’harmonisation
C’est le rétablissement de l’équilibre général. On maintient les positions, relations et rapports de distance, aires, angles, tangentes, formes. On essaie de gommer les imprécisions. Ceci a pour but de permettre la compréhension rapide et la mémorisation par le lecteur-spectateur. 

## Les deux aspects de la schématisation
Dans la schématisation cartographique, deux aspects sont visibles. 

### Schématisation structurale
Elle ne modifie pas la structure de l’objet. On suit les tracés linéaires et contours zonaux et on les simplifie en émoussant les sinuosités tout en respectant la structure d’ensemble. Nous pouvons différencier 4 niveaux de généralisation structurale :
- la généralisation structurale faible, où les tracés sont simplifiés, mais où aucune suppression des détails n’est effectuée ;
- la généralisation structurale moyenne, où les tracés sont simplifiés ; certains détails caractéristiques sont conservés et d’autres, plus insignifiants et illisibles, à l’échelle considérée, sont supprimés ;
- la généralisation structurale forte, dont les tracés sont très simplifiés ; seule leur orientation générale est conservée, certains éléments structurants sont amplifiés ;
- la généralisation structurale très forte ou extrême, où l’allure générale est conservée, l’objet représenté est identifiable par sa forme, sa surface et son orientation, mais aucun détail n’est conservé.

### Schématisation conceptuelle
Elle s’accompagne d’une modification du mode de représentation. Elle entraîne le plus souvent un changement du mode d’implantation.
Ainsi, le passage d’une implantation zonale à une implantation ponctuelle peut être opéré. C’est notamment le cas pour les agglomérations. En effet, si la ville est représentée dans son extension réelle à grande échelle, nous sommes en présence d’une implantation zonale puis si l’on veut représenter l’ensemble d’un pays, cette ville se réduit à un signe de petite échelle, nous sommes en présence d’une implantation ponctuelle : l’implantation a donc changé.
Le passage d’une implantation ponctuelle à une implantation zonale est également possible. Par exemple, prenons le cas des puits de pétrole. Des puits de pétrole localisés à grande échelle (leur implantation est donc ponctuelle) se transforment en zones pétrolifères à moyenne et à petite échelle (leur implantation devient donc zonale), pour finir en symbole unique à très petite échelle (ce qui les ramène à une implantation ponctuelle). 
De même, l’implantation linéaire peut se transformer en implantation zonale puis en implantation ponctuelle. Une région de marais, où le réseau des canaux est dessiné à grande échelle (implantation linéaire), devient une zone de marais à moyenne et à petite échelle (implantation zonale), pour n’être plus qu’un symbole évocateur à très petite échelle (implantation ponctuelle). 

## Les limites

### Schématisation des petites taches, les limites de l’œil
La schématisation des tracés linéaires et des contours de zone est la plus simple à réaliser : il n’y a qu’à supprimer les sinuosités. En revanche, la schématisation des petites touches isolées (par exemple une multitude d’étangs ou un semis d’îles) présente des difficultés plus nombreuses. Nous atteignons donc une limite de la généralisation, qui pour que la carte soit claire, doit faire fusionner ou faire disparaître certains éléments tout en préservant une forme générale et en conservant une orientation dominante : on abstrait l’information, mais le langage cartographique n’est pas assez expressif pour représenter à la fois la position et la séparation des objets. On ne peut jamais satisfaire toutes les contraintes (les objets doivent être assez gros, ne pas se superposer, être suffisamment éloignés). Mais lorsqu’une contrainte n’est vraiment pas respectée, on parle de conflit cartographique. 

### Le mensonge cartographique
De par le simple fait de schématiser, le cartographe effectue un tri et accentue ou supprime certains traits : c’est très subjectif. La qualité (« aptitude à répondre à un besoin » selon l’IGN) d’une carte peut beaucoup varier. Il n’existe pas une façon unique de généraliser des données pour un même objectif : deux cartographes peuvent aboutir à des résultats très différents qui seront tous deux acceptables ! 
De plus, le cartographe qui sélectionne l’information la réduit. Ainsi, avec les cartes d’habitations sans téléphones en 1960, à l’est des EU, on voit que l’on peut classer différemment les États, selon les seuils que l’on crée. Un cartographe peut ainsi contribuer à véhiculer un message politique : ces 4 cartes présentent la même information mais peuvent donner lieu à des interprétations différentes par le lecteur. Donc, il faut retenir qu’une carte ne présente qu’une vision des choses, simplifiée et forcément idéologique. 

## Diminuer les coûts d'un processus complexe
La généralisation cartographique permet de créer des cartes à voir que le spectateur retiendra bien, avec un message idéologique derrière. On se sert des deux premières étapes différentes au niveau du langage de la carte, mais qui ont même cause (un objet affiché tel quel serait illisible) et mêmes effets (rendre l’objet visible en mettant en valeur l’un de ses caractères). On améliore la perception de l’information en dégradant soit la position (généralisation géométrique) soit la nature de l’objet (généralisation sémantique). Dans un troisième temps, on tente de rétablir quelque peu les imprécisions. 
Quoi qu’il en soit, la généralisation cartographique est un processus qui requiert beaucoup de prises de vues, un grand travail de terrain, une compilation des informations, l’ajout d’informations non visibles sur la carte (nombre d’habitants), ce qui est long et coûteux ; il faut en outre des données différentes pour chaque carte car chaque carte a un thème, un public et un message différents. On a alors tenté d’automatiser une partie du processus. On parle de cartographie numérique. On stocke les objets dans une BDG (base de données géographiques), ces objets étant repérés par leurs coordonnées {(x,y)}. À partir d’une base de données géographique, on fait une base de données cartographique. On parle de dérivation.